# Лохово (Андреапольский район)
Лохово — деревня в Андреапольском районе Тверской области. Входит в Бологовское сельское поселение.

## География
Расположена примерно в 4 верстах к юго-западу от села Бологово между озёрами Лукое и Саблино.

## История
В конце XIX - начале XX века входила в Холмский уезд Псковской губернии и имела также названия Лахово и Бродки